# Elecciones a las Cortes de Aragón de 2019
Las elecciones a Cortes de Aragón de 2019, que dieron lugar a la X Legislatura, se celebraron el 26 de mayo de 2019, en el ámbito de las elecciones autonómicas de España de 2019.

## Sistema electoral
Para poder optar al reparto de escaños la candidatura debe obtener al menos el 3 % de los votos válidos emitidos en la circunscripción correspondiente, en este caso, la provincia.

## Encuestas
| Sondeo                | Sondeo  |       |       |       |      |       |      |      |      | En blanco |
| --------------------- | ------- | ----- | ----- | ----- | ---- | ----- | ---- | ---- | ---- | --------- |
| 14 de octubre de 2018 | %       | 22,25 | 23,57 | 17,31 | 5,65 | 21,38 | 3,24 | 2,73 | -    | -         |
| 14 de octubre de 2018 | Escaños | 16-19 | 17-19 | 11-12 | 3    | 15-17 | 1    | 0-1  | -    | -         |
| 19 de mayo de 2019    | %       | 20,51 | 25,28 | 15,07 | 6,48 | 16,74 | 4,86 | 5,51 | 3,75 | -         |
| 19 de mayo de 2019    | Escaños | 14-16 | 19-22 | 10-11 | 4    | 11-12 | 2    | 2-4  | 1    | -         |

| Sondeo              | Sondeo  |      |      |      |     |      |     |      |     | En blanco |
| ------------------- | ------- | ---- | ---- | ---- | --- | ---- | --- | ---- | --- | --------- |
| 13 de marzo de 2019 | %       | 21,6 | 24,7 | 11,8 | 4,8 | 12,1 | 6,2 | 13,0 | -   | -         |
| 13 de marzo de 2019 | Escaños | 16   | 19   | 8    | 3   | 8    | 2   | 11   | -   | -         |
| 7 de mayo de 2019   | %       | 15,9 | 28   | 11,9 | 4,8 | 21,1 | 6,1 | 8,6  | 2,4 | -         |
| 7 de mayo de 2019   | Escaños | 12   | 22   | 8    | 3   | 15   | 2   | 5    | 0   | -         |
| 23 de mayo de 2019  | %       | 19,4 | 30,0 | 13,1 | 5,9 | 15,9 | 5,4 | 6,9  | 2,0 | -         |
| 23 de mayo de 2019  | Escaños | 14   | 24   | 8    | 4   | 11   | 2   | 4    | 0   | -         |
| 24 de mayo de 2019  | %       | 19,0 | 30,0 | 13,3 | 5,9 | 16,2 | 5,3 | 7,1  | 2,1 | -         |
| 24 de mayo de 2019  | Escaños | 13   | 24   | 8    | 4   | 12   | 2   | 4    | 0   | -         |

## Resultados
Resultados totales
Los resultados totales correspondientes al escrutinio definitivo se detallan a continuación:
| Candidatura     | Candidatura                                            | Votos     | %                                        | Escaños                                  |
| --------------- | ------------------------------------------------------ | --------- | ---------------------------------------- | ---------------------------------------- |
|                 | Partido Socialista Obrero Español (PSOE)               | 206 400   | 30,84                                    | 24                                       |
|                 | Partido Popular (PP)                                   | 139 660   | 20,87                                    | 16                                       |
|                 | Ciudadanos-Partido de la Ciudadanía (Cs)               | 111 602   | 16,67                                    | 12                                       |
|                 | Podemos-Equo (Podemos-Equo)                            | 54 252    | 8,11                                     | 5                                        |
|                 | Chunta Aragonesista (CHA)                              | 41 879    | 6,26                                     | 3                                        |
|                 | Vox (Vox)                                              | 40 671    | 6,08                                     | 3                                        |
|                 | Partido Aragonés (PAR)                                 | 33 978    | 5,08                                     | 3                                        |
|                 | Izquierda Unida de Aragón (IU)                         | 22 229    | 3,32                                     | 1                                        |
|                 |                                                        |           |                                          |                                          |
|                 | Partido Animalista Contra el Maltrato Animal (PACMA)   | 4543      | 0,68                                     | 0                                        |
|                 | Plataforma Aragonesa Ñ (PAÑ)                           | 3145      | 0,47                                     | 0                                        |
|                 | Escaños en Blanco (EB)                                 | 1483      | 0,22                                     | 0                                        |
|                 | Federación de los Independientes de Aragón (FIA)       | 821       | 0,12                                     | 0                                        |
|                 | Alto Aragón en Comú (Alto AragónEnComún)               | 728       | 0,11                                     | 0                                        |
|                 | Partido Comunista de los Trabajadores de España (PCTE) | 564       | 0,08                                     | 0                                        |
| Votos en blanco | Votos en blanco                                        | 6587      | 0,98                                     | n/a                                      |
| Votos válidos   | Votos válidos                                          | 669 340   | 100,00                                   | 67                                       |
| Votos nulos     | Votos nulos                                            | 4540      | Participación: · \| \| 66,16 % \| 2,01 % | Participación: · \| \| 66,16 % \| 2,01 % |
| Votantes        | Votantes                                               | 673 880   | Participación: · \| \| 66,16 % \| 2,01 % | Participación: · \| \| 66,16 % \| 2,01 % |
| Electores       | Electores                                              | 1 018 530 | Participación: · \| \| 66,16 % \| 2,01 % | Participación: · \| \| 66,16 % \| 2,01 % |
|                 | 66,16 %                                                |           |                                          |                                          |

### Porcentaje de voto
| Circunscripción       |       |       |       |      |      |      |       |      | Dif.   |
| --------------------- | ----- | ----- | ----- | ---- | ---- | ---- | ----- | ---- | ------ |
| Provincia de Huesca   | 33,68 | 21,03 | 13,91 | 8,21 | 4,49 | 5,35 | 7,9   | 2,37 | +12,65 |
| Provincia de Teruel   | 31,33 | 24    | 13,8  | 5,91 | 4,65 | 4,75 | 10,34 | 3,15 | +7,33  |
| Provincia de Zaragoza | 30,06 | 20,37 | 17,79 | 8,37 | 6,92 | 6,45 | 3,61  | 3,58 | +9,69  |
| Total                 | 30,81 | 20,87 | 16,7  | 8,08 | 6,26 | 6,08 | 5,06  | 3,33 | +9,94  |

### Distribución de escaños
| Circunscripción       |     |     |     |     |     |     |     |     |
| Circunscripción       | Esc | Esc | Esc | Esc | Esc | Esc | Esc | Esc |
| --------------------- | --- | --- | --- | --- | --- | --- | --- | --- |
| Provincia de Huesca   | 7   | 4   | 3   | 1   | 1   | 1   | 1   |     |
| Provincia de Teruel   | 6   | 4   | 2   | 1   |     |     | 1   |     |
| Provincia de Zaragoza | 11  | 8   | 7   | 3   | 2   | 2   | 1   | 1   |
| Total                 | 24  | 16  | 12  | 5   | 3   | 3   | 3   | 1   |

### Resultados en municipios con más de 10000 habitantes
| Municipio              |       |       |       |       |      |       |       |      | Dif.   |
| ---------------------- | ----- | ----- | ----- | ----- | ---- | ----- | ----- | ---- | ------ |
| Zaragoza               | 28,12 | 19,66 | 19,6  | 9,16  | 7,41 | 6,61  | 2,52  | 4,19 | +8,46  |
| Huesca                 | 32,83 | 20,67 | 16,65 | 8,94  | 4,23 | 6,51  | 3,57  | 3,24 | +12,16 |
| Teruel                 | 25,15 | 25,93 | 18,35 | 6,55  | 5,32 | 6,22  | 7,3   | 3,06 | +0,78  |
| Calatayud              | 29,55 | 28,79 | 15,37 | 5,86  | 4,7  | 6,78  | 5,32  | 1,31 | +0,76  |
| Utebo                  | 29,57 | 15,2  | 19,4  | 8,93  | 5,8  | 7,7   | 3,37  | 5,27 | +10,17 |
| Monzón                 | 30,89 | 19,29 | 11,32 | 6,39  | 4,8  | 5,5   | 15,78 | 3,67 | +11,7  |
| Barbastro              | 30,01 | 23,46 | 17,59 | 6,27  | 4,37 | 6,07  | 6,62  | 2,46 | +6,55  |
| Ejea de los Caballeros | 49,34 | 15,75 | 9,67  | 5,68  | 4,58 | 5,01  | 2,25  | 5,79 | +33,59 |
| Alcañiz                | 32,47 | 22,22 | 12,74 | 6,53  | 2,58 | 5,49  | 12,25 | 3,66 | +10,25 |
| Fraga                  | 30,18 | 27,76 | 13,56 | 8,85  | 1,59 | 6,73  | 5,65  | 1,92 | +2,42  |
| Cuarte de Huerva       | 20,18 | 14,87 | 25,46 | 7,64  | 5,35 | 12,31 | 8,75  | 2,31 | +5,28  |
| Jaca                   | 30,36 | 18,83 | 12,89 | 9,42  | 9,07 | 6,79  | 8,42  | 1,38 | +11,53 |
| Tarazona               | 24,07 | 46,02 | 5,07  | 11,33 | 1,79 | 4,09  | 1,11  | 3,82 | +21,95 |

## Diputados electos
| Partido político | Partido político                     | Huesca | Zaragoza | Teruel |
| ---------------- | ------------------------------------ | --- | --- | --- |
|                  | Partido de los Socialistas de Aragón | - Lorena Canales Miralles - Olvido Moratinos Gracia - Enrique Pueyo García - María del Mar Rodrigo Plá - Fernando Sabés Turmo - María del Carmen Sahús Obis - Alfredo Sancho Guardia | - Ana María Arellano Badía - Oscar Galeano Gracia - Marta Gastón Menal - Francisco Javier Lambán Montañés - Sergio Ortiz Gutiérrez - Carlos Pérez Anadón - José Javier Sada Beltrán - Beatriz Sánchez Garcés - Leticia Soria Sarnago - Darío Villagrasa Villagrasa - Pilar Marimar Zamora Mora | - Silvia Gimeno Gascón - Vicente Guillén Izquierdo - Ángel Peralta Romero - María Teresa Pérez Esteban - Carmen Soler Monfort - Ignacio Urquizu Sancho |
|                  | Partido Popular de Aragón            | - María Pilar Gayán Sanz - José Antonio Lagüéns Martín - Antonio Ignacio Romero Santolaria - Carmen María Susín Gabarre                                                              | - Luis María Beamonte Mesa - Javier Campoy Monreal - Ramón Celma Escuín - Sebastián Contín Trillo-Figuera - Pilar Cortes Bureta - María Ángeles Orós Lorente - Ana Cristina Sainz Martínez - María del Mar Vaquero Periánez                                                                    | - Jesús Fuertes Jarque - Juan Carlos Gracia Suso - Joaquín Juste Sanz - Ana Marín Pérez                                                                |
|                  | Ciudadanos–Partido de la Ciudadanía  | - Beatriz Acín Franco - Jara Bernués Oliván - Carlos Ortas Martín | - Beatriz García González - Susana Gaspar Martínez - José Javier Martínez Romero - Daniel Pérez Calvo - Elisa Sacacia Larrayad - José Luis Saz Casado - Carlos Trullén Calvo | - Loreto Camañes Edo - Ramiro Domínguez Bujeda |
|                  | Podemos-Equo                         | - Erika Sanz Méliz | - Itxaso Cabrera Gil - Ignacio Miguel Escartín Lasierra - Raúl Gay Navarro | - Marta Prades Alquézar |
|                  | Chunta Aragonesista                  | - Joaquín Antonio Palacín Eltoro | - María Isabel Lasobras Pina - Carmen Martínez Romances | |
|                  | Vox                                  | - David Arranz Ballesteros | - Marta Fernández Martín - Santiago Morón Sanjuan | |
|                  | Partido Aragonés                     | - Jesús Guerrero de la Fuente | - José Arturo Aliaga López | - Esther Peirat Meseguer |
|                  | Izquierda Unida de Aragón            | | - Álvaro Sanz Remón | |

## Investidura del Presidente de Aragón
El Partido Socialista, como ganador de las elecciones, suscribió un acuerdo de legislatura durante los siguientes 4 años con Podemos, la Chunta y el Partido Aragonés, para que Javier Lambán repitiera como presidente regional. A dicho acuerdo se sumó, aunque su visto bueno no era aritméticamente necesario, Izquierda Unida.
| Candidato                   | Fecha                                                   | Voto       |    |    |    |   |   |   |   |   | Total |
| --------------------------- | ------------------------------------------------------- | ---------- | -- | -- | -- | - | - | - | - | - | ----- |
| Javier Lambán (PSOE Aragón) | 31 de julio de 2019 Mayoría requerida: Absoluta (34/67) | Sí         | 24 |    |    | 5 | 3 |   | 3 | 1 | 36/67 |
| Javier Lambán (PSOE Aragón) | 31 de julio de 2019 Mayoría requerida: Absoluta (34/67) | No         |    | 16 | 12 |   |   | 3 |   |   | 31/67 |
| Javier Lambán (PSOE Aragón) | 31 de julio de 2019 Mayoría requerida: Absoluta (34/67) | Abstención |    |    |    |   |   |   |   |   | 0/67  |